# 江幡塁
江幡 塁（えばた るい、1991年1月10日 - ）は、日本の元男性キックボクサー。茨城県土浦市出身。伊原道場所属。現WKBA世界スーパーバンタム級王者。
一卵性双生児の兄・江幡睦もキックボクサーである。妻はモデルの橋本麗香。

## 来歴
9歳から格闘技を始め、17歳の時に兄弟揃って高校を退学し上京。新日本キックボクシング協会代表の伊原信一が立ち上げたキックボクシング道場「伊原道場」に入門。
2007年9月16日、新日本キックボクシング協会「TITANS NEOS II」で兄・睦と共にプロデビュー。
2008年3月2日、K-1トライアウト2008に出場し、兄・睦と共に合格を果たした。
2008年8月29日、K-1甲子園 KING OF UNDER 18 〜FINAL16〜のK-1 WORLD YOUTHスペシャルマッチで瀧谷渉太と対戦し、0-3の判定負けを喫した。
2010年12月18日、新日本キックボクシング協会「SOUL IN THE RING VIII」で行なわれた日本バンタム級王座次期挑戦者決定戦でベニー・ユキヒデと対戦し、左ハイキックでKO勝ちを収め王座挑戦権を獲得した。
2011年3月26日、新日本キックボクシング協会「MAGNUM-25」でエッガラート・KBAと対戦し、2Rに3度ダウンを奪いKO勝ちを収めた。本来はバンタム級王座に挑戦予定だったが王者の木暮智が怪我で欠場したため、江幡が暫定王者に認定された。
2011年5月15日、新日本キックボクシング協会「BRAVE HEARTS 16」で同級3位志朗と対戦し、3-0の判定勝ちを収めた。
2011年7月24日、新日本キックボクシング協会「MAGNUM 26」のバンタム級タイトルマッチで挑戦者の古岡大八と対戦し、2RTKO勝ちを収め王座初防衛を果たした。
2012年5月13日、新日本キックボクシング協会「BRAVE HEARTS 19」のバンタム級タイトルマッチで同級1位の挑戦者の志朗と再戦し、1-1の引き分け判定で2度目の王座防衛に成功した。
2013年9月16日、新日本キックボクシング協会「TITANS NEOS XIV」のラジャダムナンスタジアム認定スーパーバンタム級タイトルマッチで王者のスラチャイ・シースリヤンヨーティンに挑戦し、4RKO負けを喫し王座獲得に失敗した。
2016年5月29日、ラジャダムナン・スタジアムでセーンピチット・STDトランスポートと対戦し、5R判定負けを喫した。
2016年10月23日、新日本キックボクシング協会「MAGNUM 42」でセーンピチット・STDトランスポートと再戦し、TKO勝ちを収めリベンジに成功した。
2018年6月8日、KNOCK OUT SURVIVAL DAYSで小笠原瑛作と対戦し、3Rにカウンターの右ストレートでKO勝ちを収めた。
2019年8月18日、KING OF KNOCK OUTスーパーバンタム級初代王座決定1DAYトーナメントに出場。1回戦で大野貴志に判定勝利。決勝で小笠原瑛作に判定勝ちを収め、トーナメントを優勝すると共にKING OF KNOCK OUTスーパーバンタム級王座の獲得に成功した。
2019年12月31日、RIZIN.20で那須川天心と56.0kg契約で対戦し、1Rに3度ダウンを奪われTKO負けを喫した。
2020年8月9日、RIZIN.22でシュートボクシング日本スーパーバンタム級王者の植山征紀と56.0kg契約で対戦し、3Rにダウンを奪い3-0の判定勝ちを収めた。
2020年11月1日、RISE DEAD OR ALIVE 2020 OsakaのRISE DEAD OR ALIVE 2020 -55kgトーナメントに出場。1回戦で鈴木真彦と対戦し、判定負けを喫した。
2022年4月2日、RISE ELDORADO 2022で志朗と対戦し、2Rに右ハイキックでKO負け。この試合が最後の試合となった。
2024年8月16日、自身のInstagramで引退を発表。2023年2月に脳腫瘍が見つかり緊急手術していた。腫瘍は良性でその後の回復経過も順調だったため、そこから1年半ほど復帰戦に向けて練習をしていたが改めてドクターストップがかかったことで引退を発表。
2024年10月6日、TITANS NEOS 35で引退セレモニーが行われ、現役を引退した。

## エピソード
伊原道場にはアポなしで訪問し、頼み込んで入れてもらった。「高校を辞めて住むところもない僕たちを、伊原信一会長は寮に入れてくれました。田舎から来た僕たちに、礼儀作法から、チャンピオンたるものはこういうものだと伊原会長は教えてくれました。」と語っている。
俳優・三浦春馬とは小学生の時からの幼馴染で、中学時代には三浦は俳優で、江幡兄弟はキックボクシングでトップに、と夢を語り合っていた。2019年大晦日の「RIZIN.20」では入場時に三浦が江幡兄弟と3人で花道を歩き、試合ではセコンドにも就いた。三浦の死去後には自身のインスタグラムにRIZIN舞台裏で三浦とがっちり手を握り合った時の写真をアップし、「今日最後の別れをしてきました。毎回、俺より緊張してる春馬の握ってくれた手がどれだけ心強かったか。今はただ悲しみと寂しさとでいっぱいです。ですが僕達には小さい頃3人で誓った夢がある。これからもそれは一緒。この握手は約束の握手。心の中で手を繋いで一緒にまた笑おう。」と投稿した。
2023年6月、10歳年上のモデル・橋本麗香と結婚したことを発表した（橋本は再婚）。

## 戦績

### プロキックボクシング
| キックボクシング 戦績 | キックボクシング 戦績 | キックボクシング 戦績 | キックボクシング 戦績 | キックボクシング 戦績 | キックボクシング 戦績 | キックボクシング 戦績 |
| --------------------- | --------------------- | --------------------- | --------------------- | --------------------- | --------------------- | --------------------- |
| 51 試合               | (T)KO                 | 判定                  | その他                | 引き分け              | 無効試合              |                       |
| 42 勝                 | 22                    | 20                    | 0                     | 3                     | 0                     |                       |
| 6 敗                  | 4                     | 2                     | 0                     | 3                     | 0                     |                       |

| 勝敗 | 対戦相手                                       | 試合結果                                                   | 大会名 | 開催年月日     |
| ×    | 志朗                                           | 2R 1:29 KO（右ハイキック）                                 | RISE ELDORADO 2022                                                                                              | 2022年4月2日   |
| ×    | 鈴木真彦                                       | 1R 1:49 KO（右ストレート）                                 | RISE WORLD SERIES 2021 OSAKA.2                                                                                  | 2021年11月14日 |
| ○    | 拳剛                                           | 1R 2:38 TKO（左フック）                                    | RISE ELDORADO 2021                                                                                              | 2021年2月28日  |
| ×    | 鈴木真彦                                       | 3R終了 判定0-3                                             | RISE DEAD OR ALIVE 2020 OSAKA 【RISE DEAD OR ALIVE 2020 -55kg準決勝】                                           | 2020年11月1日  |
| ○    | 植山征紀                                       | 3R終了 判定 3-0                                            | RIZIN.22 - STARTING OVER -                                                                                      | 2020年8月9日   |
| ×    | 那須川天心                                     | 1R 2:46 TKO（3ダウン：右フック）                           | RIZIN.20 | 2019年12月31日 |
| ○    | 小笠原瑛作                                     | 3R終了 判定 3-0                                            | K.O CLIMAX 2019 【KING OF KNOCK OUT 初代スーパーバンタム級王座決定1DAYトーナメント決勝】                        | 2019年8月18日  |
| ○    | 大野貴志                                       | 3R終了 判定 2-0                                            | K.O CLIMAX 2019 【KING OF KNOCK OUT 初代スーパーバンタム級王座決定1DAYトーナメント1回戦】                       | 2019年8月18日  |
| ○    | アナージャック・シットゲーオプラユーン         | 5R終了 判定 3-0                                            | 新日本キックボクシング協会「MAGNUM 49」                                                                         | 2019年3月3日   |
| ○    | サームエー・ベットムアンタラート               | 3R 0:45 TKO（タオル投入：左ハイキック）                    | 新日本キックボクシング協会「SOUL IN THE RING 16」                                                               | 2018年12月9日  |
| ○    | テープブリー・オー.デットポン                  | 2R 2:00 TKO（ヒザ蹴り）                                    | 新日本キックボクシング協会「MAGNUM 48」                                                                         | 2018年10月21日 |
| ○    | 小笠原瑛作                                     | 3R 1:34 KO（右ストレート）                                 | KNOCK OUT SURVIVAL DAYS                                                                                         | 2018年6月8日   |
| ○    | ユン・ドクジェ                                 | 5R終了 判定 3-0                                            | 新日本キックボクシング協会「TITANS NEOS 23」                                                                    | 2018年4月15日  |
| ○    | 宮元啓介                                       | 5R終了 判定 2-0                                            | KNOCK OUT 2017 in 両国                                                                                          | 2017年12月10日 |
| ○    | ヨードヤーンガーム・デットラット               | 2R 0:56 TKO（レフェリーストップ：左ロー）                  | 新日本キックボクシング協会「MAGNUM 44」                                                                         | 2017年7月2日   |
| ○    | セーンピチット・STDトランスポート              | 4R 0:51 TKO（レフェリーストップ：左ロー）                  | 新日本キックボクシング協会「MAGNUM 42」                                                                         | 2016年10月23日 |
| ○    | ペットクラビー・ペットプームムエタイ           | 3R 1:53 TKO（タオル投入：左ロー）                          | 新日本キックボクシング協会「MAGNUM 41」                                                                         | 2016年7月3日   |
| ×    | セーンピチット・STDトランスポート              | 5R終了 判定                                                | ラジャダムナン・スタジアム「スック・チュージャルーンムエタイ」                                                  | 2016年5月29日  |
| ○    | グライペット・ポータワッチャイ                 | 5R終了 判定 2-0                                            | 新日本キックボクシング協会「MAGNUM 40」                                                                         | 2016年3月13日  |
| ○    | プラーププラーム・バーンボー・ウィッタヤーコム | 2R 2:33 KO（左右ボディブロー連打）                         | 新日本キックボクシング協会「MAGNUM 39」                                                                         | 2015年10月25日 |
| ○    | コッチャサーン・ドラゴンムエタイ               | 5R 2:13 KO（右アッパー）                                   | 新日本キックボクシング協会「MAGNUM 38」                                                                         | 2015年7月12日  |
| ○    | ペッナムヌン・ソー.パンヨーキット              | 4R 2:23 TKO （レフェリーストップ：右アッパー）             | 新日本キックボクシング協会「TITANS NEOS 17」 【WKBA世界スーパーバンタム級タイトルマッチ】                       | 2015年4月19日  |
| ○    | ホントーンレック・チョー・フォープリアンシー   | 5R終了 判定 3-0                                            | 新日本キックボクシング協会「MAGNUM 36」                                                                         | 2014年10月26日 |
| ○    | ナムペット・ソータムティップ                   | 5R終了 判定 3-0                                            | 新日本キックボクシング協会「MAGNUM 35」                                                                         | 2014年7月20日  |
| ○    | ブンラーイ・シットナーイガジョン               | 2R終了時 KO（左ボディブロー）                              | 新日本キックボクシング協会「MAGNUM 34」 【WKBA世界スーパーバンタム級タイトルマッチ】                            | 2014年3月9日   |
| ×    | スラチャイ・シースリヤンヨーティン             | 4R 2:12 KO（左ヒザ蹴り）                                   | 新日本キックボクシング協会「TITANS NEOS XIV」 【ラジャダムナンスタジアム認定スーパーバンタム級タイトルマッチ 】 | 2013年9月16日  |
| ○    | フォンペート・チューワッタナ                   | 3R 2:38 KO（右ストレート）                                 | 新日本キックボクシング協会「MAGNUM 32」                                                                         | 2013年7月21日  |
| ○    | デンイサーン・ソー.スィーストー                | 1R 0:45 KO（左肘、左ローキック）                           | 新日本キックボクシング協会「TITANS NEOS 13」                                                                    | 2013年4月21日  |
| ○    | ロンナチャイ・ソー.ソンミー                    | 3R終了 判定 3-0                                            | 新日本キックボクシング協会「SOUL IN THE RING IX」                                                               | 2012年12月9日  |
| ○    | ワッタナ・シットゲーオバンティット             | 2R 1:16 KO（右ボディーストレート）                         | 新日本キックボクシング協会「MAGNUM 30」                                                                         | 2012年10月14日 |
| △    | 志朗                                           | 5R終了 判定 1-1                                            | 新日本キックボクシング協会「BRAVE HEARTS 19」 【日本バンタム級タイトルマッチ】                                  | 2012年5月13日  |
| ○    | ペッダム・チューワッタナ                       | 4R 0:50 KO（右ストレート）                                 | 新日本キックボクシング協会「MAGNUM 28」                                                                         | 2012年3月11日  |
| ○    | キム・サン・ジェ                               | 3R終了 判定 3-0                                            | 新日本キックボクシング協会「BRAVE HEARTS 18」                                                                   | 2012年1月15日  |
| ○    | クワントーン・ルークペットノーイ               | 3R終了 判定 2-0                                            | 新日本キックボクシング協会「MAGNUM 27」                                                                         | 2011年10月2日  |
| ○    | 古岡大八                                       | 2R 0:47 TKO （ドクターストップ：左肘によるカット）         | 新日本キックボクシング協会「MAGNUM 26」 【日本バンタム級タイトルマッチ】                                        | 2011年7月24日  |
| ○    | 志朗                                           | 3R終了 判定3-0                                             | 新日本キックボクシング協会「BRAVE HEARTS 16」                                                                   | 2011年5月15日  |
| ○    | エッガラート・KBA                              | 2R 2:31 KO（3ダウン）                                      | 新日本キックボクシング協会「MAGNUM 25」 【日本バンタム級暫定タイトルマッチ】                                    | 2011年3月26日  |
| ○    | ベニー・ユキヒデ                               | 2R 1:09 KO（左ハイキック）                                 | 新日本キックボクシング協会「SOUL IN THE RING VIII」 【日本バンタム級王座次期挑戦者決定戦】                      | 2010年12月18日 |
| ○    | ターヤレク・シットパンジャポン                 | 1R 2:30 KO（左ストレート）                                 | ラジャダムナン・スタジアム                                                                                      | 2010年11月14日 |
| ○    | ナロンチャイ・ドラゴンテイルジム               | 2R 1:12 KO（左ローキック）                                 | 新日本キックボクシング協会「TITANS NEOS VIII」                                                                  | 2010年9月11日  |
| △    | ベニー・ユキヒデ                               | 3R終了 判定1-1                                             | 新日本キックボクシング協会「KNOCK OUT 3」                                                                       | 2010年5月30日  |
| ○    | DAISUKE                                        | 2R 3:01 TKO（ドクターストップ）                            | 新日本キックボクシング協会「TITANS NEOS VII」                                                                   | 2010年4月18日  |
| ○    | 阿部泰彦                                       | 3R終了 判定3-0                                             | 新日本キックボクシング協会「SOUL IN THE RING VII」                                                              | 2009年12月13日 |
| ○    | 朋史                                           | 3R終了 判定3-0                                             | 新日本キックボクシング協会「TITANS NEOS 6」                                                                     | 2009年9月20日  |
| ○    | やす吉                                         | 2R終了 判定2-0                                             | 新日本キックボクシング協会「KNOCK OUT 2」                                                                       | 2009年5月3日   |
| ○    | 葉山翔平                                       | 2R終了 判定3-0                                             | 新日本キックボクシング協会「TITANS NEOS V」                                                                     | 2009年3月29日  |
| ○    | やす吉                                         | 2R終了 判定2-0                                             | 新日本キックボクシング協会「BRAVE HEARTS 10」                                                                   | 2009年1月18日  |
| ○    | 飯塚頌悟                                       | 2R終了 判定3-0                                             | 新日本キックボクシング協会「MAGNUM 17」                                                                         | 2008年7月13日  |
| △    | やす吉                                         | 1R 負傷判定 （レフェリーストップ：バッティングによる出血） | 新日本キックボクシング協会「BRAVE HEARTS 7」                                                                    | 2008年1月20日  |
| ○    | 加納平栄太                                     | 2R終了 判定3-0                                             | 新日本キックボクシング協会「TITANS NEOS II」                                                                    | 2007年9月16日  |

### アマチュアキックボクシング
| 勝敗 | 対戦相手 | 試合結果       | 大会名                                                                     | 開催年月日    |
| ×    | 瀧谷渉太 | 3R終了 判定0-3 | K-1甲子園 KING OF UNDER 18 〜FINAL16〜 【K-1 WORLD YOUTHスペシャルマッチ】 | 2008年8月29日 |

## 獲得タイトル
- 日本バンタム級暫定王座
- 第9代日本バンタム級王座
- 初代WKBA世界スーパーバンタム級王座
- 初代KING OF KNOCK OUTスーパーバンタム級王座